# Voo TransAsia Airways 791
O Voo TransAsia Airways 791 (ICAO: TNA 791) era um voo de carga regular entre o Aeroporto Internacional de Chiang Kai Shek e o Aeroporto Internacional de Macau. Às 01h52min, hora local, em 21 de dezembro de 2002, o ATR-72 que operava o voo caiu no mar a 17 quilômetros a sudoeste de Magong, Penghu, Taiwan. Os dois tripulantes a bordo morreram.